# Challacolloit
Challacolloit ist ein sehr selten vorkommendes Mineral aus der Mineralklasse der „Halogenide“ mit der chemischen Zusammensetzung KPb2Cl5 und damit chemisch gesehen Kalium-Blei-Chlorid.
Challacolloit kristallisiert im monoklinen Kristallsystem, konnte bisher aber nur in Form winziger, tafeliger bis nadeliger Kristalle und subparalleler Verwachsungen (Mineral-Aggregate) von etwa 50 Mikrometer bis etwa 2,7 Millimeter gefunden werden.
In reiner Form ist Challacolloit farblos und durchsichtig. Durch vielfache Lichtbrechung aufgrund von Gitterfehlern oder polykristalliner Ausbildung kann er aber auch durchscheinend weiß sein und durch Fremdbeimengungen eine grauweiße, grünlichgelbe oder rote Farbe annehmen.

## Etymologie und Geschichte
Erstmals entdeckt wurde Challacolloit 2003 von Arturo Molina auf den Abraumhalden der Silbermine „Challacollo“ (auch Lolón Main Mine) südöstlich von Iquique in der Atacama-Wüste (Region Tarapacá) in Nordchile. Im gleichen Jahr wurde Challacolloit auch von Sergey Britvin auf einer alten Museumsprobe entdeckt, die im Mineralogischen Museum der Staatlichen Universität Sankt Petersburg aufbewahrt wird. Die Probe war als Cotunnit bezeichnet und am Vulkan Vesuv bei Neapel in Italien nach der Eruption vom 1. Mai 1855 gesammelt worden.
Die Analyse und Erstbeschreibung des neu entdeckten Minerals wurde von Jochen Schlüter, Dieter Pohl und Sergey Britvin durchgeführt, die das Mineral nach dessen Typlokalität benannten. Das Team sandte seine Untersuchungsergebnisse und den gewählten Namen 2004 zur Prüfung an die International Mineralogical Association (interne Eingangsnummer der IMA: 2004-028), die den Challacolloit als eigenständige Mineralart anerkannte. Die Publikation der Erstbeschreibung erfolgte 2005 in den Abhandlungen des Jahrbuchs für Mineralogie. Die seit 2021 ebenfalls von der IMA/CNMNC anerkannte Kurzbezeichnung (auch Mineral-Symbol) von Challacolloit lautet „Chc“.
Das Typmaterial des Minerals wird im Mineralogischen Museum der Universität Hamburg (kurz MMU-Hamburg) unter der Katalog-Nummer MMHH MD 38 aufbewahrt.

## Klassifikation
Da der Challacolloit erst 2004 als eigenständiges Mineral anerkannt wurde, ist er in der zuletzt 1977 überarbeiteten 8. Auflage der Mineralsystematik nach Strunz noch nicht verzeichnet.
In der zuletzt 2018 überarbeiteten Lapis-Systematik nach Stefan Weiß, die formal auf der alten Systematik von Karl Hugo Strunz in der 8. Auflage basiert, erhielt das Mineral die System- und Mineralnummer III/D.08-045. Dies entspricht der Klasse der „Halogenide“ und dort der Abteilung „Oxihalogenide“, wo Challacolloit zusammen mit Brontesit, Cotunnit, Fiedlerit, Hephaistosit, Laurionit, Paralaurionit, Pseudocotunnit und Steropesit eine unbenannte Gruppe mit der Systemnummer III/D.08 bildet.
Die von der International Mineralogical Association (IMA) zuletzt 2009 aktualisierte 9. Auflage der Strunz’schen Mineralsystematik ordnet den Challacolloit in die Klasse der „Halogenide“ und dort in die Abteilung „Einfache Halogenide ohne H2O“ ein. Hier ist das Mineral in der Unterabteilung „M : X = 1 : 1 und 2 : 3“ zu finden, wo es als einziges Mitglied eine unbenannte Gruppe mit der Systemnummer 3.AA.55 bildet.
In der vorwiegend im englischen Sprachraum gebräuchlichen Systematik der Minerale nach Dana hat Challacolloit die System- und Mineralnummer 11.05.08.01. Das entspricht der Klasse der „Halogenide“ und dort der Abteilung „Komplexe Halogenide – Aluminiumfluoride“. Hier findet er sich innerhalb der Unterabteilung „Komplexe Halogenide - Aluminiumfluoride mit (A)mB(X)6“ in einer unbenannten Gruppe mit der Systemnummer 11.05.08, in der auch Hephaistosit, Steropesit und Panichiit eingeordnet sind.

## Kristallstruktur
Challacolloit kristallisiert in der monoklinen Raumgruppe P21/c (Raumgruppen-Nr. 14) mit den Gitterparametern a = 8,864(8) Å; b = 7,932(8) Å; c = 12,491(11) Å und β = 90,153(5)° sowie vier Formeleinheiten pro Elementarzelle.

## Bildung und Fundorte
An seiner Typlokalität, der Silbermine „Challacollo“ in Chile, bildete sich Challacolloit hydrothermal in epithermal-epigenetischen Adern, das heißt bei niedrigen Temperaturen zwischen 200 und 100 °C aus. An seinem zweiten Fundort am Vesuv bildete sich Challacolloit als Produkt von Fumarolenaktivitäten in kavernöser Leucotephrit-Lava. Challacolloit tritt bevorzugt eng verwachsen mit Cotunnit auf. Als weitere Begleitminerale (Paragenesen) können aber auch Boleit, Pseudoboleit, Uklonskovit, Hemimorphit, Caracolit, Anglesit, Nitratin, Anhydrit und Fluorit auftreten, unter anderem auch in Quarz-Drusen.
Für Challacolloit sind bisher weltweit nur rund 10 Vorkommen dokumentiert (Stand 2024). Außer an seiner Typlokalität Challacollo (Provinz Iquique) in der Region Tarapacá konnte das Mineral in Chile nur noch in der Asunción Mine bei Caracoles (Gemeinde Sierra Gorda) in der Región de Antofagasta gefunden werden. In Italien trat Challacolloit außer am Vesuv in Kampanien nur noch am Krater „La Fossa“ auf Vulcano (Liparische Inseln) vor der Nordküste Siziliens auf.
Daneben kennt man Challacolloit noch von der Vulkaninsel Iōjima (auch Iou-Jima, Iwo-Jima, Satsuma-Ioujima oder Satsuma-Iwojima) in der japanischen Präfektur Kagoshima, aus dem nördlichen Fumarolenfeld des ersten Schlackenkegels am Tolbatschik auf der Halbinsel Kamtschatka sowie vom Kudrjawy auf der Kurileninsel Iturup im Fernen Osten Russlands.